# Закренце
Закренце (пол. Zakręcie) — село в Польщі, у гміні Красностав Красноставського повіту Люблінського воєводства.
Населення — 468 осіб (2011).
У 1975-1998 роках село належало до Холмського воєводства.

## Демографія
Демографічна структура станом на 31 березня 2011 року:
|          | Загалом | Допрацездатний вік | Працездатний вік | Постпрацездатний вік |
| -------- | ------- | ------------------ | ---------------- | -------------------- |
| Чоловіки | 218     | 44                 | 145              | 29                   |
| Жінки    | 250     | 46                 | 126              | 78                   |
| Разом    | 468     | 90                 | 271              | 107                  |